# Тигр, который пришёл выпить чаю
«Тигр, который пришёл выпить чаю» — детская книжка с картинками британской писательницы и художницы Джудит Керр, сказка о говорящем тигре, который пришёл в гости к маленькой девочке Софи и её маме. Книга была опубликована в 1968 году в издательстве «HarperCollins», выдержав впоследствии множество переизданий. Она быстро стала одной из любимых детских книг в Великобритании, а также была переведена на несколько иностранных языков.

## История
Идея книги пришла в голову писательнице после того, как они сходили в зоопарк с трёхлетней дочкой. Им приходилось долго бывать дома одним, потому что папа часто был в отъезде, и так возник сюжет о неожиданном госте. Керр рассказывала эту историю дочке, а затем записала её, когда её сын Мэтью попросил что-нибудь почитать, кроме скучных книжек из школьной программы. Немка по происхождению, выросшая в Германии, Керр решила написать как можно более простой текст с картинками, что позволило бы её детям учиться читать по-английски с удовольствием.

## Сюжет
Девочка Софи и её мама пьют дома чай. Вдруг раздаётся звонок в дверь, и к ним домой приходит огромный пушистый тигр. Он просит разрешения попить с ними чай, однако постепенно съедает и выпивает всё, что есть в доме (даже водопроводную воду из крана). После этого тигр с благодарностью удаляется. Мама и Софи в растерянности, потому что дома нет ни еды, ни воды. Приходит с работы папа Софи, которому рассказывают о произошедшем. Он предлагает пойти поужинать в кафе, что семья и делает. На следующий день Софи с мамой покупают в магазине продукты и, на всякий случай, банку тигриного корма. Однако больше тигр к ним не приходит.

## Переводы
Книга была переведена на  немецкий (нем. Ein Tiger kommt zum Tee),  шведский (швед. En tiger i köket),  датский (дат. Tigeren der kom til te), норвежский (норв. Tigeren, som kom til te), африкаанс (африк. Die Tier wat kom tee drink het), французский (фр. Le grand goûter de Monsieur Tigre), испанский (исп. El tigre que vino a tomar el té), галисийский (галис. O tigre que veu tomar o té), каталанский (кат. El tigre que va venir a berenar), португальский (порт. O tigre que veio tomar chá), валлийский (валл. Y Teigr a Ddaeth i De)  ирландский (ирл. An tíogar a tháinig chun tae), баскский (баск. Meriendatzera etorri zen tigrea), японский  (яп. おちゃのじかんにきたとら) и другие языки.
Русский перевод книги опубликован в 2012 году издательством «Мелик-Пашаев» (переводчик Марина Аромштам).

## Театральная постановка
В 2008 году, к сорокалетию выхода книги, в Лондоне состоялась премьера музыкального спектакля, основанного на её сюжете (автор постановки — Дэвид Вуд).

## Дополнительные факты
- Страница поклонников книги в Фейсбуке насчитывает более 23 тысяч участников (на январь 2012 года)[6].
- Книга включена в список «100 книг, которые должен прочитать каждый ребёнок», составленный обозревателем газеты «Telegraph» писателем Майклом Морпуго[7].
- По мнению некоторых критиков, книга относится к тем произведениям детской литературы, в сюжете которых ярко проявляется неравноправие полов: неработающая мама и дочка оказываются беспомощными перед тигром, и только приход папы спасает их[8].